# 仙台デザイン専門学校
仙台デザイン専門学校（せんだいデザインせんもんがっこう）とは、宮城県仙台市にあるデザイン分野の専修学校。設立者は学校法人北杜学園。

## 沿革
- 1967年（昭和42年）12月 - 仙台デザイン専門学院設立
- 1968年（昭和43年） - 開校
- 1976年（昭和51年） - 宮城県専修学校認可、仙台デザイン専門学校に改称
- 2010年（平成22年）4月 - 宗教法人陸奥国分寺より学校法人北杜学園が運営を受け継ぎ、同学園6校目の設置校となる。若林区大和町（北緯38度15分5.4秒 東経140度54分55.1秒 / 北緯38.251500度 東経140.915306度）から青葉区中央の中央校舎3号館ANNEX（北緯38度15分27.1秒 東経140度52分40.9秒 / 北緯38.257528度 東経140.878028度）に校舎移転。
- 2014年（平成26年）4月 - 青葉区五橋の五橋校舎（北緯38度15分11.7秒 東経140度52分46.1秒 / 北緯38.253250度 東経140.879472度）に移転。

## 設置学科
- グラフィックデザイン科
  - グラフィックデザインコース
  - Webデザインコース
  - メディアイラストコース
  - 絵師＆コミックイラストコース
  - キャラクターデザインコース
  - まんがコース
  - 雑貨デザインコース

## 指定事項
- 専門士称号授与校
- 都道府県知事認定二級建築士受験資格実務短縮校
- インテリアプランナー登録資格実務短縮校
- 商業施設士学科試験免除校
- 厚生労働大臣認定職業訓練指導員実務短縮校
- 厚生労働大臣届出無料職業紹介事業指定校

## 著名な卒業生
- 荒木飛呂彦 - 漫画家
- 佐藤タカヒロ - 漫画家
- 蒔野靖弘 - 漫画家・イラストレーター
- 古舘春一 - 漫画家